# 24000 Patrickdufour
24000 Patrickdufour (1999 RB33) là một tiểu hành tinh vành đai chính được phát hiện ngày 10 tháng 9 năm 1999 bởi L. Bernasconi ở St. Michel sur Meurthe.